# Звучни зубни фрикатив
Звучни зубни или дентални фрикатив јесте сугласник који се користи у појединим говорним језицима. Симбол у Међународном фонетском алфабету који представља овај звук је //.
Овај глас се може повремено понашати као и апроксимант, који се обележава са //. 
Зубни фрикативи се често називају и међузубнм фрикативима, јер су често изговорени помоћу језика постављеног између горњих и доњих зуба, за разлику од осталих алвеоларних/зубних сугласника, при чијем се изговору језик ослања иза горњих зуба.
Овај сугласник, као и његов безвучни парњак, спадају међу ређе распрострањене гласове у људским језицима. Неки од највећих европских и азијских језика, попут немачког, француског, руског, кинеског и јапанског, уопште не поседују ове фонеме. 
Говорници језика или дијалеката где је овај глас одсутан врло често имају проблема са изговором овог гласа или са разликовањем од њему блиских гласова (поготово ако изговор овог гласа није усвојен у детињству), те га замењују гласовима као што су //, // или //.
Што се тиче европског континента, већина језика унутар Европе не познаје ову фонему. Ова фонема или алофон углавном постоји у језицима који се налазе на периферији Старог континента, као што су гасконски, енглески, велшки, дански, исландски, маријски, севернолапонски, грчки, албански, сардинијски, поједини дијалекти баскијског језика, као и романски језици Пиринејског полуострва.
Унутар туркијских језика, башкирски и туркменски поседују овај сугласник и његов безвучни парњак, а унутар семитских језика се јавља у стандардном арапском језику. 

## Карактеристике
Карактеристике безвучног денталног фрикатива:
- Начин артикулације је фрикативни, што значи да је произведен усмеравањем протока ваздушне струје из плућа низ језик до места артикулације, на коме је усредсређена на оштре ивице скоро стиснутих зуба, узрокујући турбуленцију, која није високотурбулентна као код сибиланата.
- Место артикулације је зубно што значи да врх језика додирује зубе.
- Фонација је звучна, што значи да гласне жице трепере током артикулације.

## Појава
Примери језика где се јавља ова фонема:
| Језик           | Језик                 | Реч          | ИПА         | Значење              | Напомене                                                                               |
| --------------- | --------------------- | ------------ | ----------- | -------------------- | -------------------------------------------------------------------------------------- |
| албански        | албански              | idhull       | [iðuɫ]      | 'идол'               |                                                                                        |
| алеутски        | аткански дијалект     | dax̂          | [ðɑχ]       | 'око'                |                                                                                        |
| арапски         | стандардна варијанта  | ذهب          | [ˈðahab]    | 'злато'              |                                                                                        |
| башкирски       | башкирски             | ҡыҙ          | [qɯð́]       | 'девојка'            |                                                                                        |
| баскијски       | баскијски             | adar         | [að̞ar]      | 'рог'                | Алофон фонеме .                                                                        |
| берберски       | кабилски              | ḏuḇ          | [ðuβ]       | 'бити исцрпљен'      |                                                                                        |
| берта           | берта                 | [fɛ̀ːðɑ̀nɑ́]    | [fɛ̀ːðɑ̀nɑ́]   | 'почистити'          |                                                                                        |
| каталонски      | каталонски            | fada         | [ˈfað̞ə]     | 'вила'               | Алофон фонеме .                                                                        |
| дански          | дански                | hvid         | [ˈʋið̞ˀ]     | 'бео'                | Алофон фонеме на крају слога.                                                          |
| елфдалски       | елфдалски             | baiða        | [ˈbaɪða]    | 'чекати'             |                                                                                        |
| енглески        | енглески              | this         | [ðɪs]       | 'ово'                |                                                                                        |
| фиџијски        | фиџијски              | ciwa         | [ðiwa]      | 'девет'              |                                                                                        |
| грчки           | грчки                 | δάφνη dháfni | [ˈðafni]    | 'ловор'              |                                                                                        |
| гвичински       | гвичински             | niidhàn      | [niːðân]    | 'желиш'              |                                                                                        |
| харсуси         | харсуси               | [ðebeːr]     | [ðebeːr]    | 'пчела'              |                                                                                        |
| хан             | хан                   | ë̀dhä̀         | [ə̂ðɑ̂]       | 'сакрити'            |                                                                                        |
| хебрејски       | ирачки                | אדוני        | [ʔaðoˈnaj]ⓘ | 'Господ'             | Обично изговарано као .                                                                |
| исландски       | исландски             | bróðir       | [ˈproːðir]  | 'брат'               | Чешће као апроксимант.                                                                 |
| кагајаненски    | кагајаненски          | ?            | [kað̞aɡ]     | 'дух'                |                                                                                        |
| маријски        | источни дијалект      | шодо         |             | 'плућа'              |                                                                                        |
| севернолапонски | севернолапонски       | dieđa        | [d̥ieðɑ]     | 'наука'              |                                                                                        |
| окситански      | гасконски             | que divi     | [ke ˈð̞iwi]  | 'шта ми је потребно' | Алофон фонеме .                                                                        |
| португалски     | европски португалски  | nada         |             | 'ништа'              | Само на северу и унутар Португалије. Алофон фонеме , углавном после неназалног вокала. |
| португалски     | Рио де Жанеиро        | compadre     | [kũˈpaðɾi]  | 'пријатељ'           | Алофон поствокалног у сугласничким групама које садрже фонему у обичном говору         |
| сију            | лакота                | ?            | [ˈðaptã]    | 'пет'                |                                                                                        |
| сардинијски     | сардинијски           | nidu         | [ˈnið̞u]     | 'гнездо'             | Алофон фонеме .                                                                        |
| шпански         | Већина дијалеката     | dedo         | [ˈd̪e̞ð̞o̞]     | 'прст'               | Алофон фонеме .                                                                        |
| шпански         | пиринејски шпански    | jazmín       | [xäðˈmĩn]   | 'јасмин'             | Алофон фонеме пре звучних сугласника.                                                  |
| свахили         | свахили               | dhambi       | [ðɑmbi]     | 'грех'               |                                                                                        |
| сиријски        | западни новоарамејски | ܐܚܕ          | [aħːeð]     | 'узети'              |                                                                                        |
| тамилски        | тамилски              | ஒன்பது         | [onbʌðɯ]    | 'девет'              |                                                                                        |
| танакрошки      | танакрошки            | dhet         | [ðet]       | 'јетра'              |                                                                                        |
| туркменски      | туркменски            | gaz          | [ɡäːð]      | 'гуска'              |                                                                                        |
| тутчонски       | севернотутчонски      | edhó         | [eðǒ]       | 'сакрити'            |                                                                                        |
| тутчонски       | јужнотутчонски        | adhǜ         |             | 'сакрити'            |                                                                                        |
| велшки          | велшки                | bardd        |             | 'бард'               |                                                                                        |